# Aurel Vlaicu
Aurel Vlaicu (n. 19 noiembrie 1882, Binținți, Austro-Ungaria – d. 13 septembrie 1913, Câmpina, Prahova, România) a fost un inginer român, inventator și pionier al aviației române și mondiale. În cinstea lui, comuna Binținți se numește astăzi Aurel Vlaicu.

## Biografie

### Educație
A fost elev al liceului reformat „Kocsárd Kún” din Orăștie (care din 1919 a fost redenumit „Liceul Aurel Vlaicu”) luându-și bacalaureatul în 1902 la actualul Colegiu Național „Gheorghe Lazăr” din Sibiu.
Și-a început studiile inginerești la Universitatea Tehnică din Budapesta, studii pe care le-a continuat la Technische Hochschule din München, obținând diploma de inginer în 1907. A lucrat ca inginer la uzinele Opel în Rüsselsheim.

### Constructor de avioane

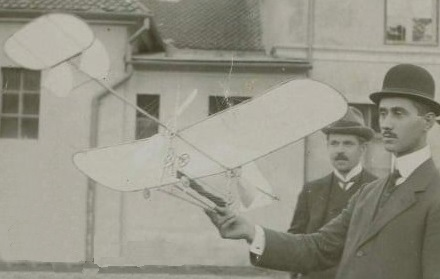
Vlaicu cu un model al aeroplanui sau la o demonstratie în Brașov în 25 Sept. 1909

În 1908 se întoarce la Binținți unde construiește un planor cu care efectuează un număr de zboruri în 1909. 
În toamna anului 1909 se mută în București și începe construcția primului său avion, Vlaicu I, la Arsenalul Armatei. Avionul zboară fără modificări (lucru unic pentru începuturile aviației mondiale) în iunie 1910. 

În anul 1911 construiește un al doilea avion, Vlaicu II, cu care în 1912 a câștigat cinci premii (1 premiu I si 4 premii II) la mitingul aerian de la Aspern, Austria. Concursul a reunit în perioada 23-30 iunie 1912, 40 piloți din 7 țări, dintre care 17 din Austro-Ungaria, 7 germani, 12 francezi printre care și Roland Garros, cel mai renumit pilot al vremii, un rus, un belgian, un persan și românul Vlaicu. În cel mai cunoscut ziar vienez, Neue Freie Presse, se găseau următoarele rânduri despre zborurile lui Vlaicu: 
„Minunate și curajoase zboruri a executat românul Aurel Vlaicu, pe un aeroplan original, construit chiar de zburător, cu două elici, între care șade aviatorul. De câte ori se răsucea (vira) mașina aceasta în loc, de părea că vine peste cap, lumea răsplătea pe român cu ovații furtunoase, aclamându-l cu entuziasm de neînchipuit..”
Dupa moartea lui Vlaicu, în anul 1914, prietenii săi Magnani și Silișteanu finalizează construcția avionului Vlaicu III și cu ajutorul pilotului Petre Macavei efectuează câteva zboruri scurte; autoritățile vremii interzic insa continuarea încercărilor. In toamna anului 1916, în timpul ocupației germane, avionul este expediat in Germania, unde a fost văzut ultima dată în anul 1942 la o expozitie aviatica in Berlin.

### Decesul
La 13 septembrie 1913, în timpul încercării de a traversa primul Munții Carpați cu avionul său Vlaicu II, Aurel Vlaicu s-a prăbușit în apropiere de Câmpina. Este înmormântat în cimitirul Bellu din București.
Cel mai probabil, cauza mortii lui Vlaicu a fost pierderea de viteză a avionului. Vlaicu ateriza planând, iar motorul odată oprit nu putea fi repornit in zbor. Cautând un loc de aterizare langa drumul București-Sinaia (unde Magnani și Silișteanu care îl urmau într-un automobil i-ar fi putut veni in ajutor), nu a apreciat bine viteza avionului, care s-a aplecat pe o aripa și s-a prabusit de la aproximativ 10 metri inăltime. 

## Aprecieri
- Aeroportul Internațional București Băneasa îi poartă numele: Aeroportul Internațional București Băneasa - Aurel Vlaicu.
- Localitatea natală a lui Aurel Vlaicu îi poartă numele: Aurel Vlaicu.
- O localitate din județul Mureș îi poartă numele: Aurel Vlaicu.
- O strada din orașul Cluj Napoca îi poartă numele.
- Un liceu din Orăștie, unde a fost elev, îi poartă numele

### Notafilie

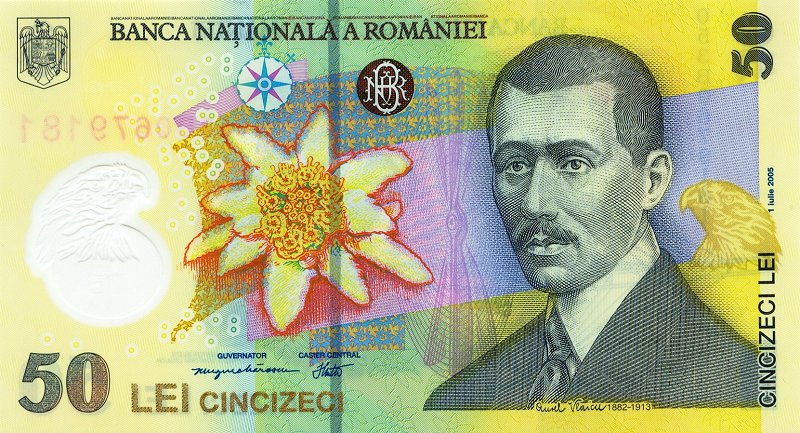
Portretul lui Aurel Vlaicu pe o bancnotă cu valoarea nominală de 50 lei, emisă în anul 2005.

- În anul 2000, Banca Națională a României a pus în circulație o bancnotă, pe suport de polimer, cu valoarea nominală de 500.000 de lei (ROL), cu referire la Aurel Vlaicu.
- În anul 2005, Banca Națională a României, în urma denominării leului românesc, a pus în circulație o bancnotă, cu valoarea nominală de 50 de lei (RON), pe suport de polimer, având o grafică asemănătoare cu bancnota din 2000, însă cu dimensiuni mai mici.

### Numismatică

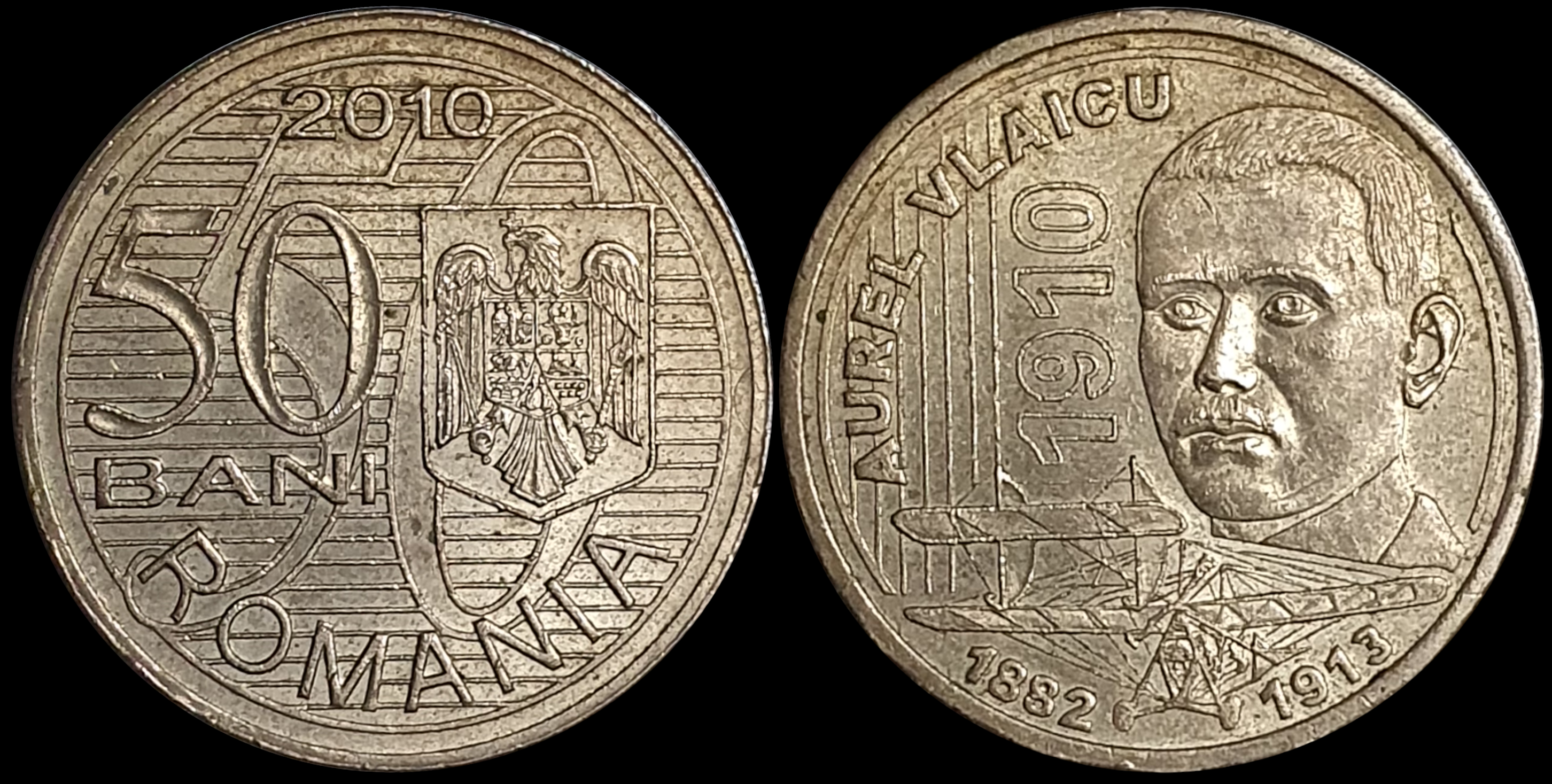
50 bani „Aurel Vlaicu”, 2010

La 25 octombrie 2010, Banca Națională a României a pus în circulație moneda cu valoare nominală de 50 bani „Aurel Vlaicu” din alamă, dedicată sărbătorii a 100 de ani de la primul zbor românesc efectuat de Aurel Vlaicu, cu un aparat de construcție proprie. Aversul prezintă, de sus în jos, următoarele elemente: milesimul 2010, valoarea nominală 50 BANI, stema României și inscripția în arc de cerc ROMANIA; pe un fundal cu linii orizontale, este reluată, la dimensiuni mai mari, valoarea nominală a monedei 50. Reversul prezintă, în stânga, pe un fundal cu linii verticale, inscripția în arc de cerc AUREL VLAICU și anul 1910, când a avut loc primul zbor efectuat de Aurel Vlaicu, cu un aparat de construcție proprie, iar în dreapta, portretul acestuia; în partea de jos, aeroplanul „Vlaicu I” și anii între care a trăit Aurel Vlaicu 1882 și 1913. Are aceleași caracteristici tehnice cu monedele aflate în circulație la cupura de 50 bani și va circula în paralel cu monedele de 50 bani, emisiunea 2005. A fost emisă într-un milion de exemplare. Separat, a fost emisă și o monedă pentru colecționari, tot din metal comun (alamă), cu valoarea nominală de 50 de bani, de calitate proof, într-un tiraj de 5.000 de exemplare, elementele grafice fiind asemănătoare cu cele aflate pe moneda emisă pentru circulația obișnuită.

## Galerie imagini

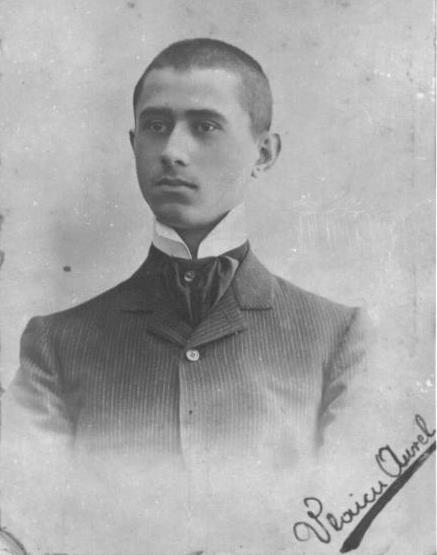
Aurel Vlaicu tânăr
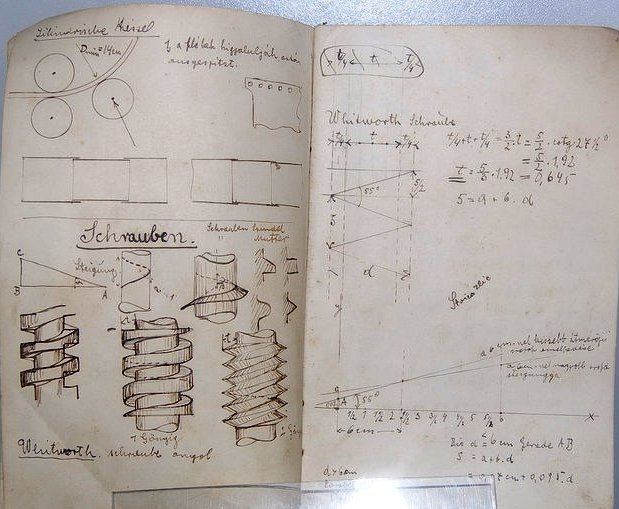
Notițe din studenție
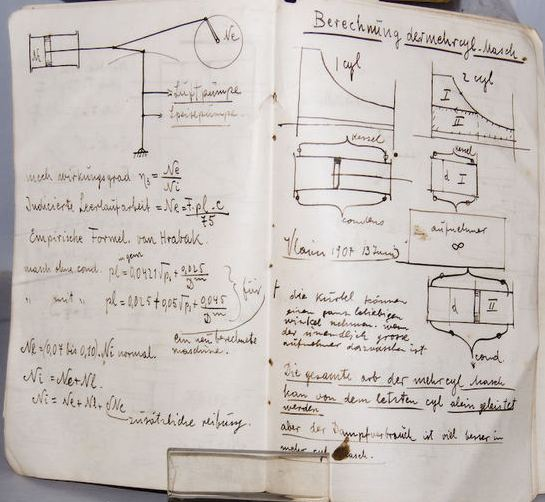
Notițe din studenție
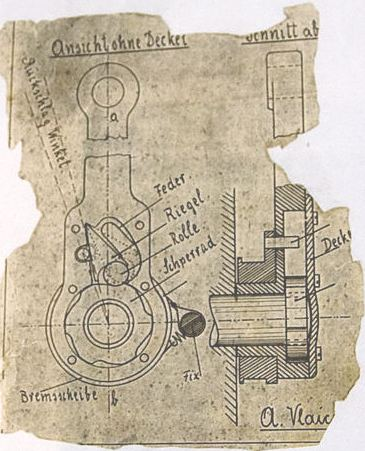
Notițe din studenție
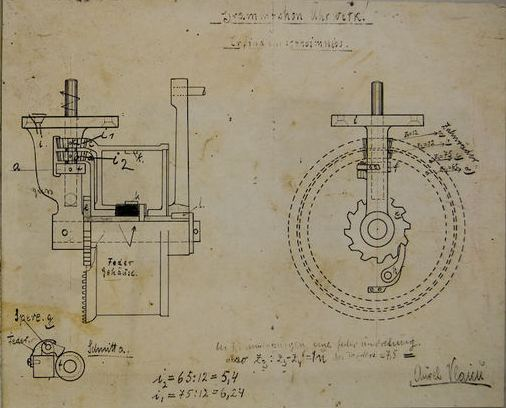
Notițe din studenție
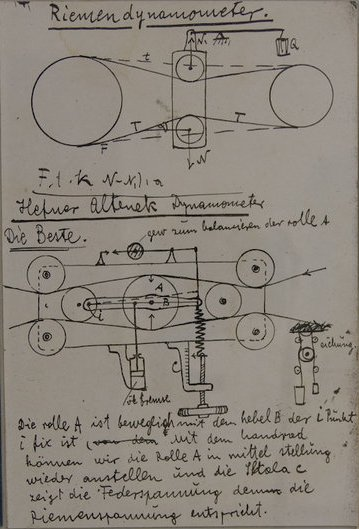
Notițe din studenție
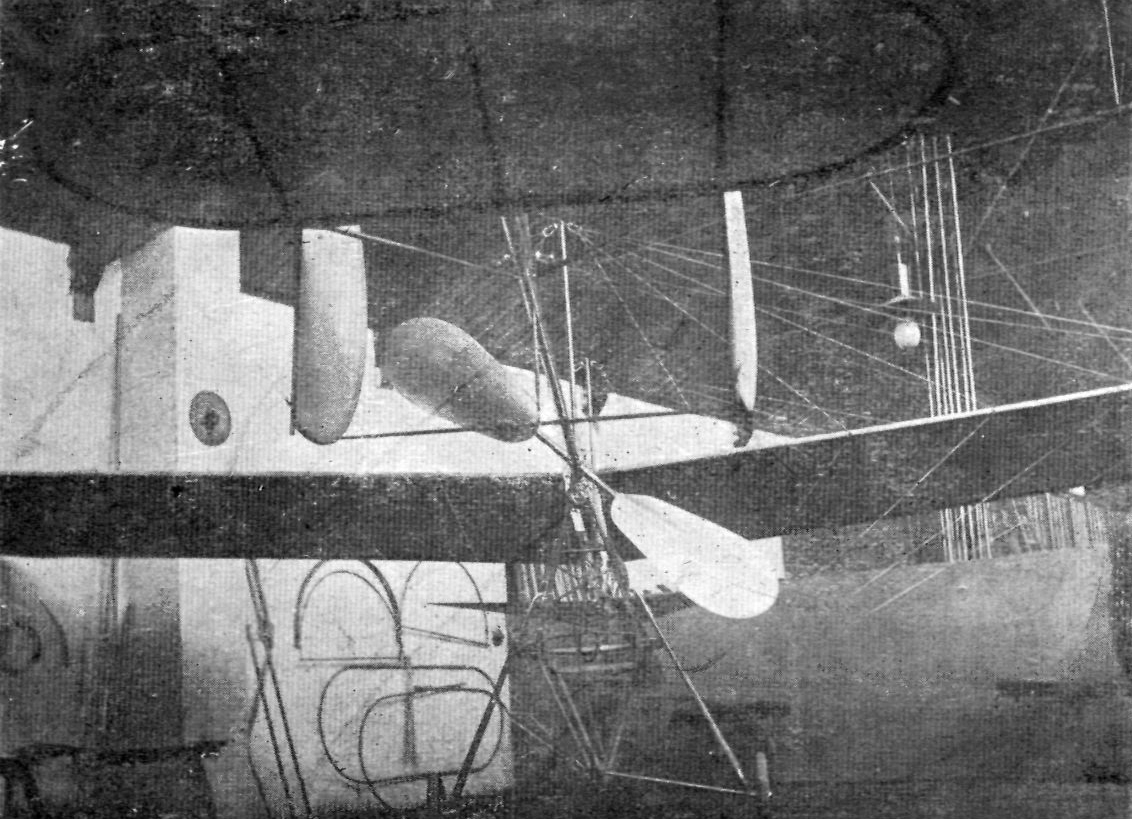
Aeroplanul Vlaicu în construcție
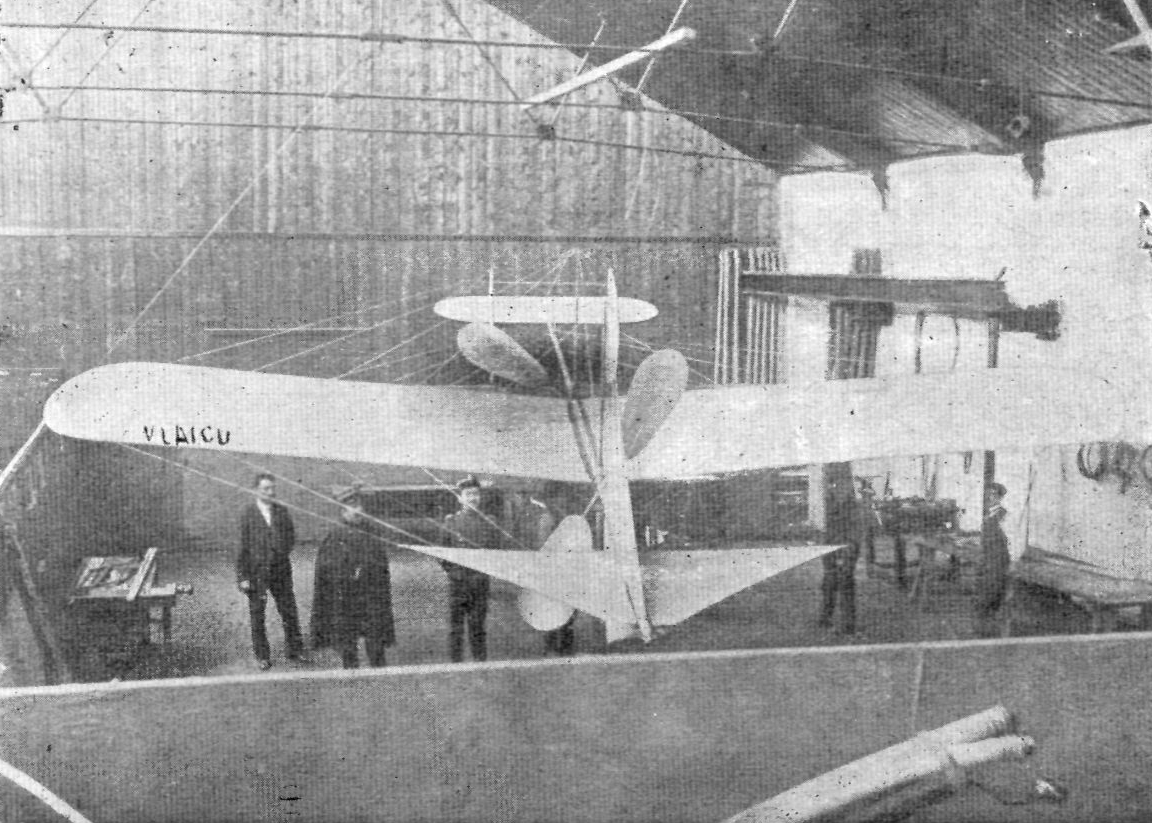
Monoplanul Vlaicu în arsenalul armatei române
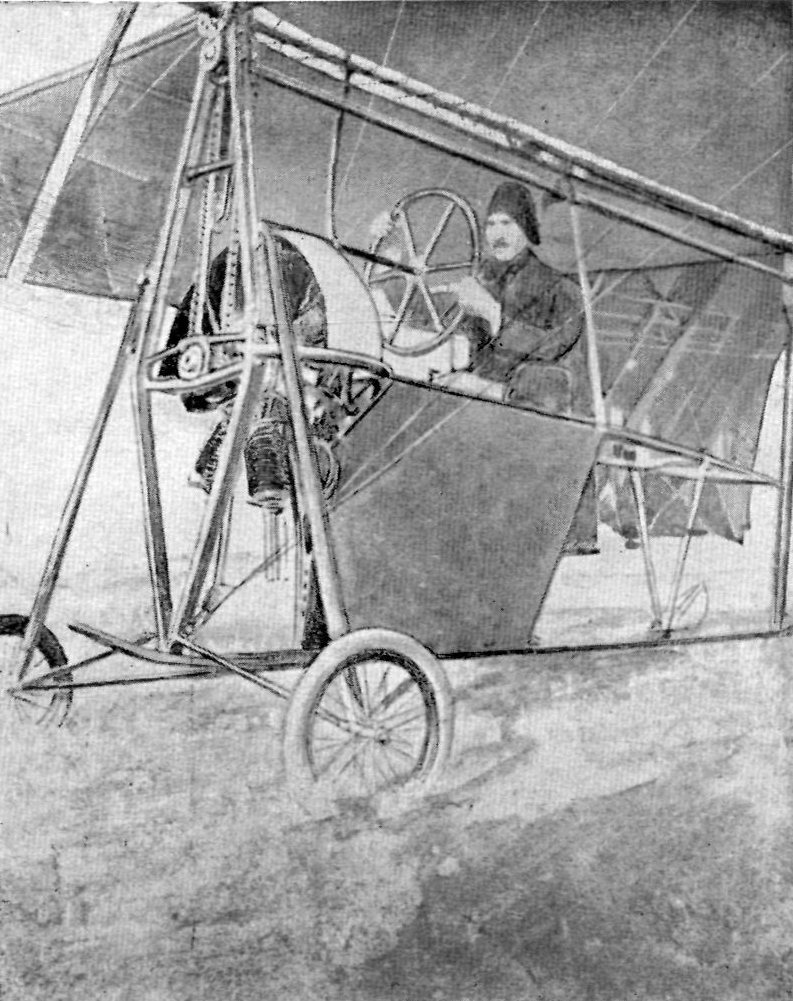
Pe câmpul de la Cotroceni (primul zbor)
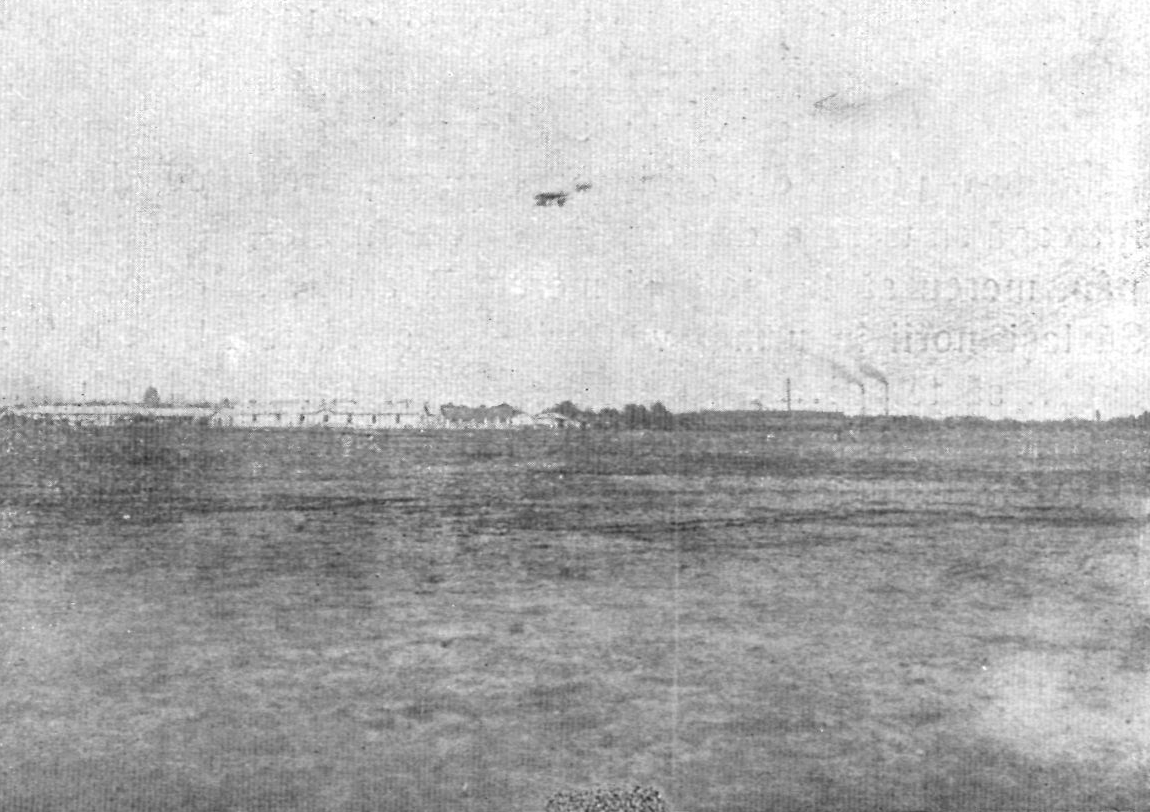
Primul zbor de lungime
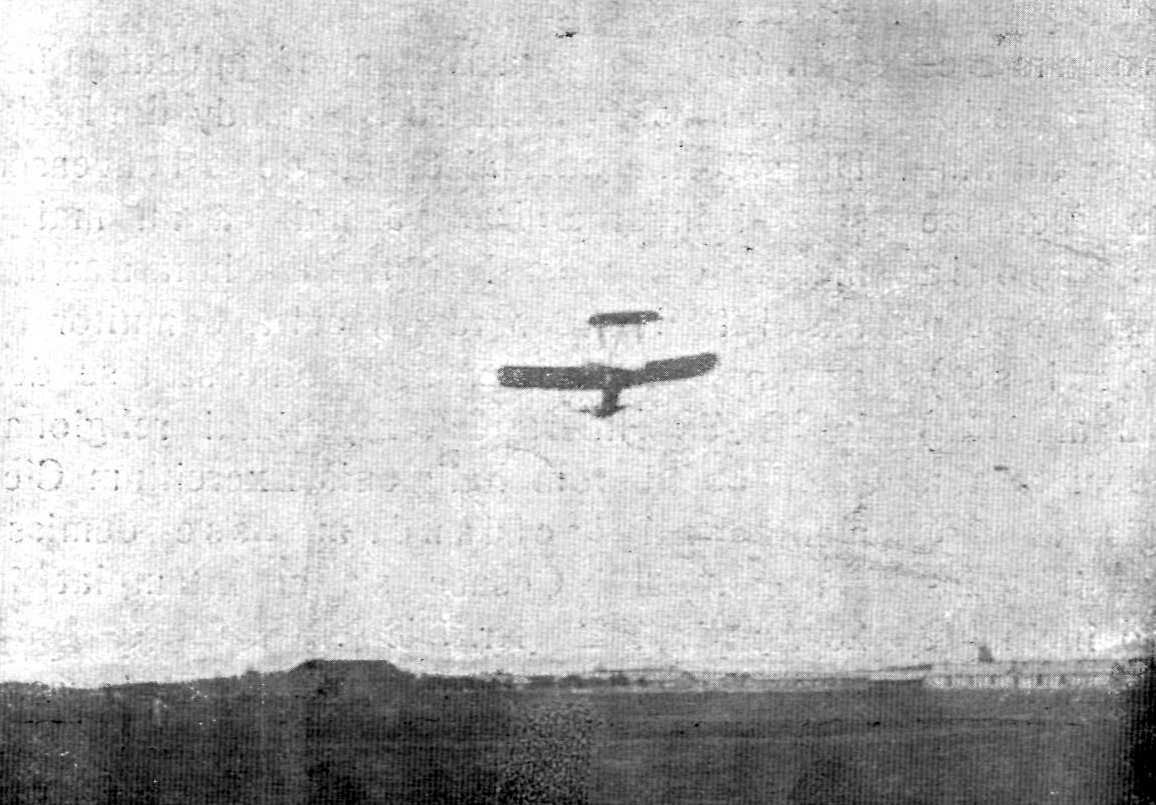
Primul zbor
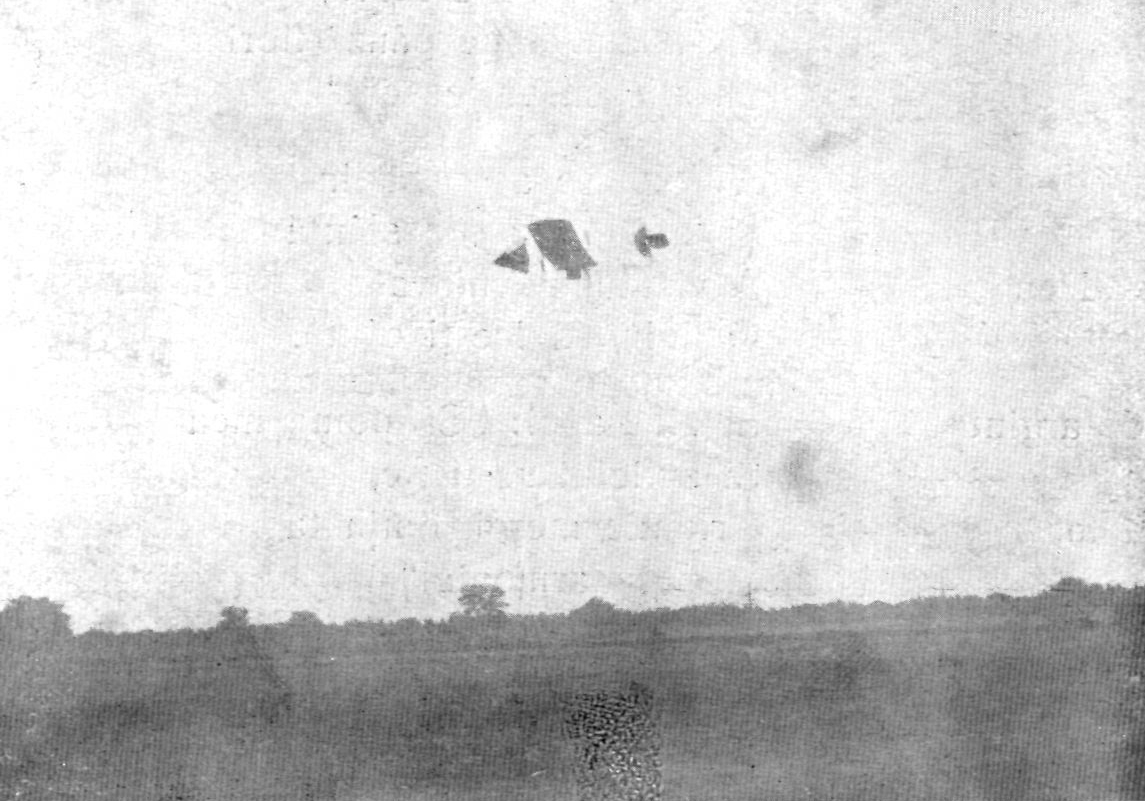
Aurel Vlaicu în zbor
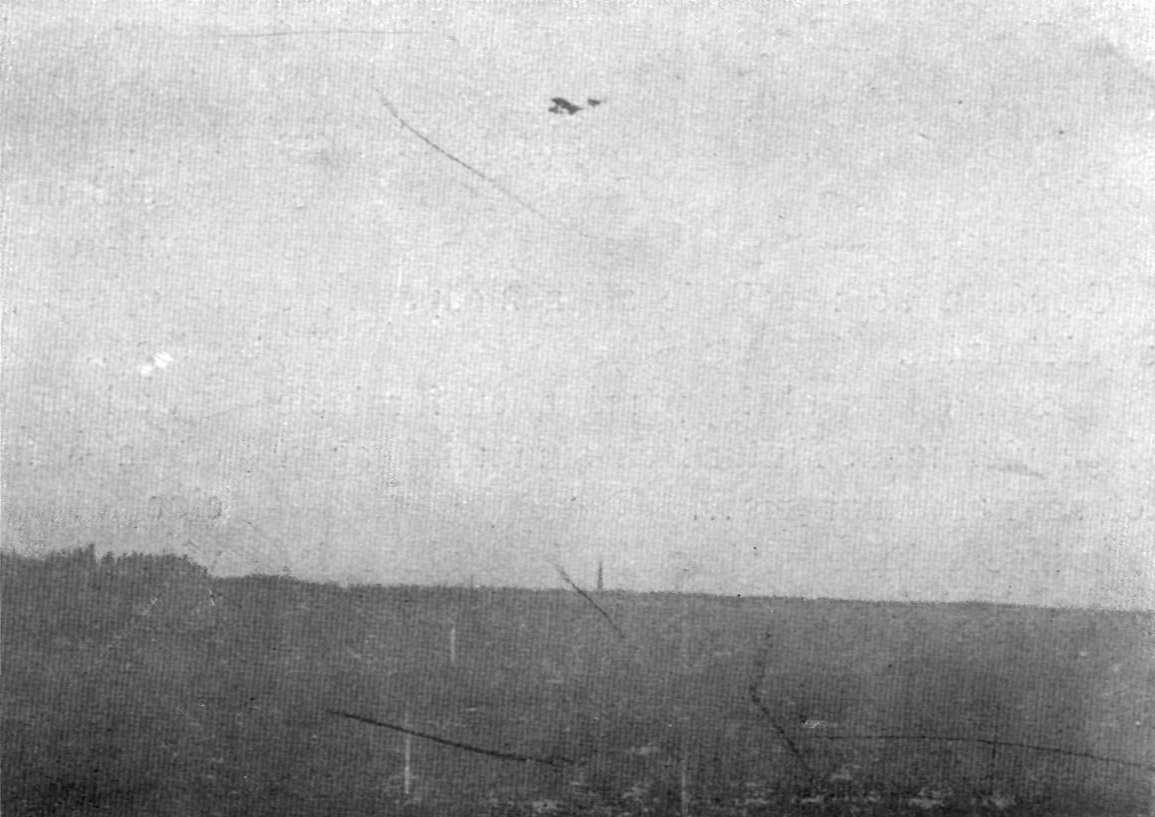
Aurel Vlaicu la 200 de metri înălțime
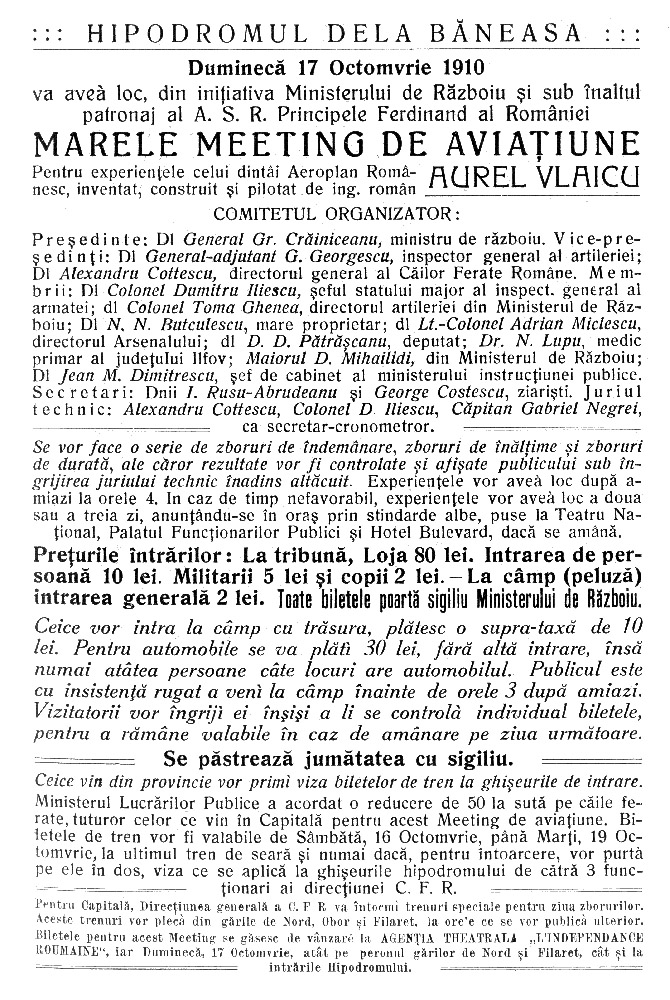
Afiș miting aviatic 17 octombrie 1910
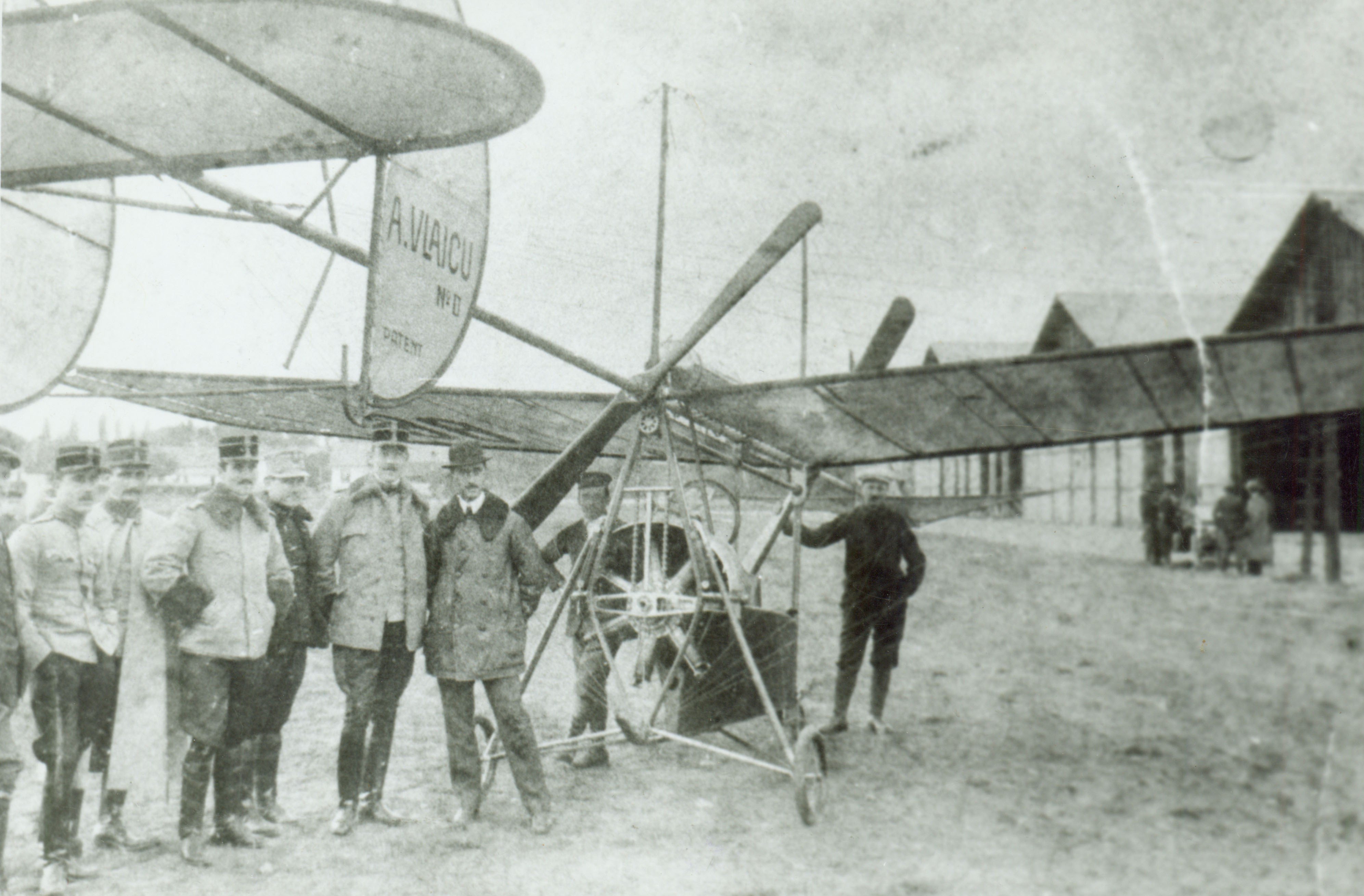
Avionul Vlaicu II în 1912 la Cotroceni
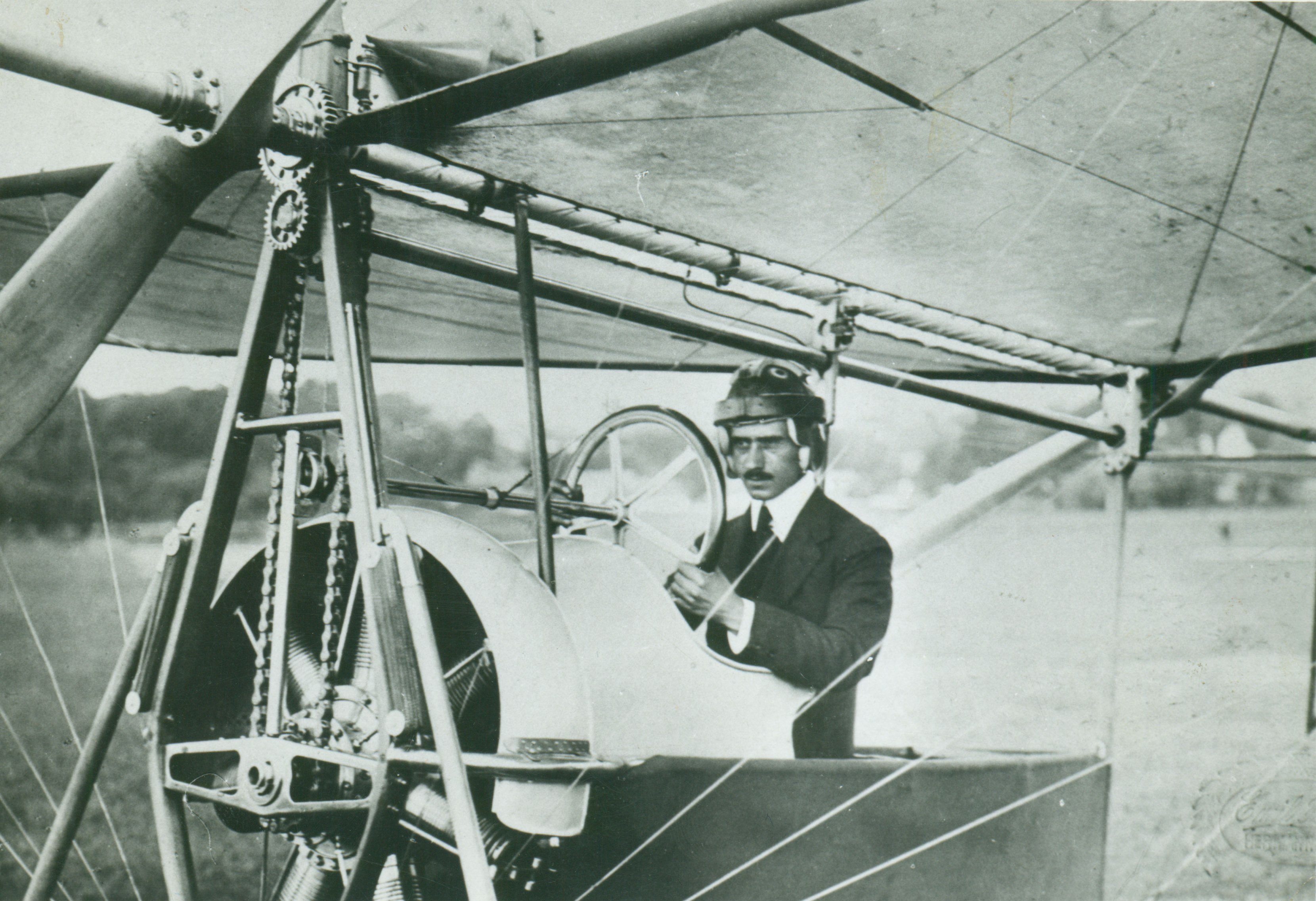
Aurel Vlaicu la bordul avionului Vlaicu II
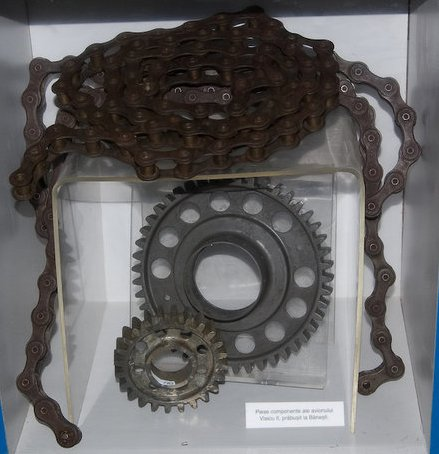
Componente din avionul Vlaicu II recuperate de la locul accidentului
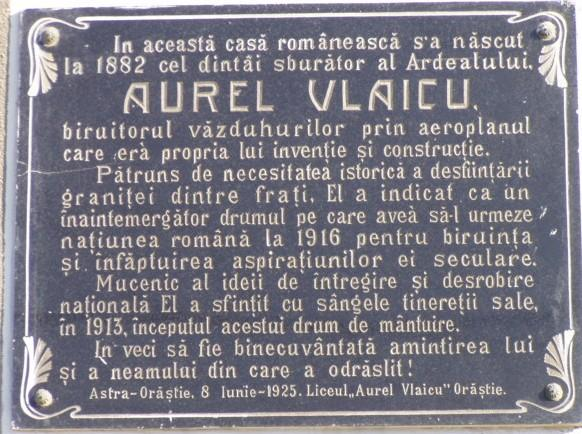
Placa commemorativă la casa memorială Aurel Vlaicu
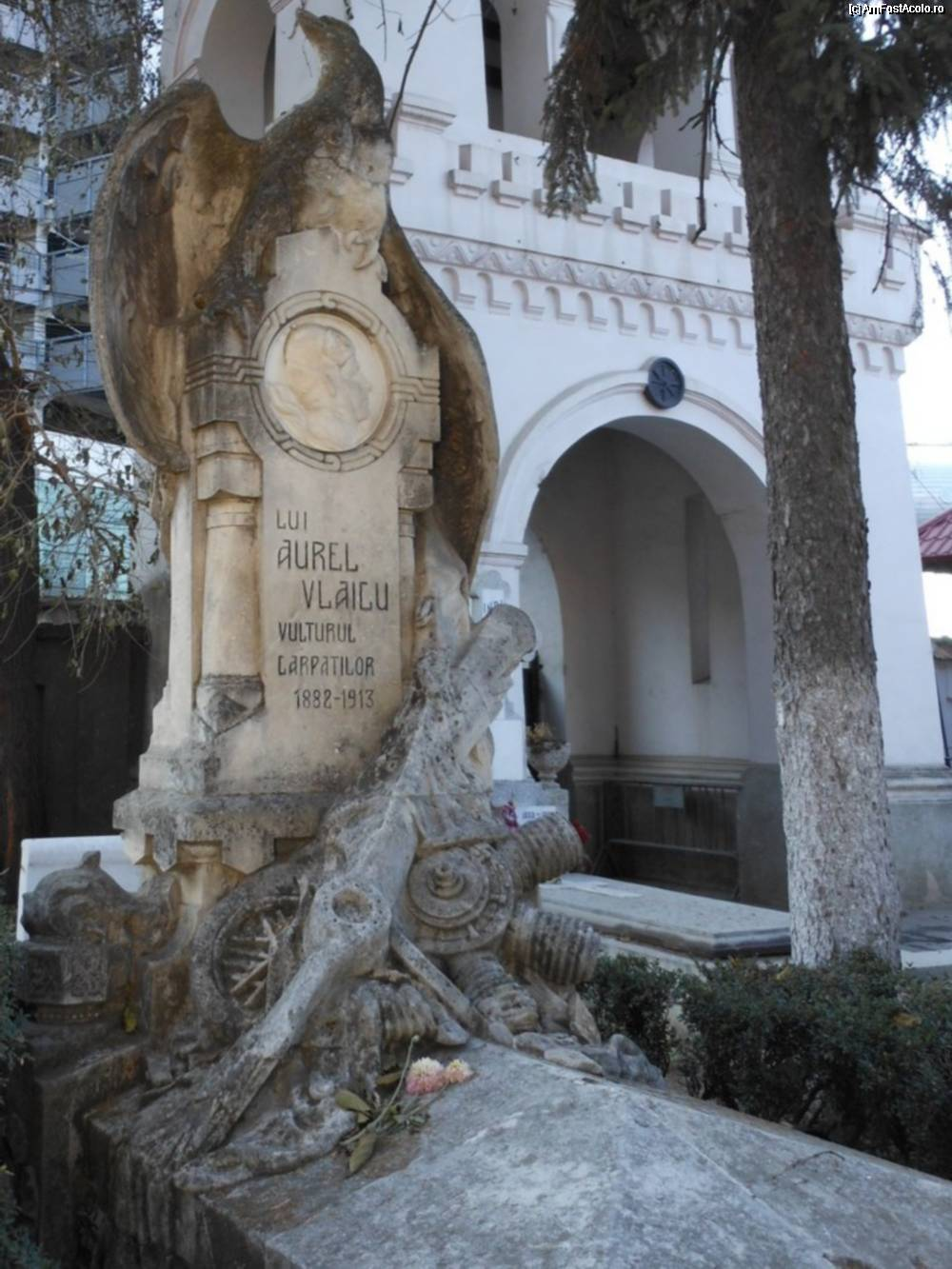
Piatra funerară a lui Aurel Vlaicu
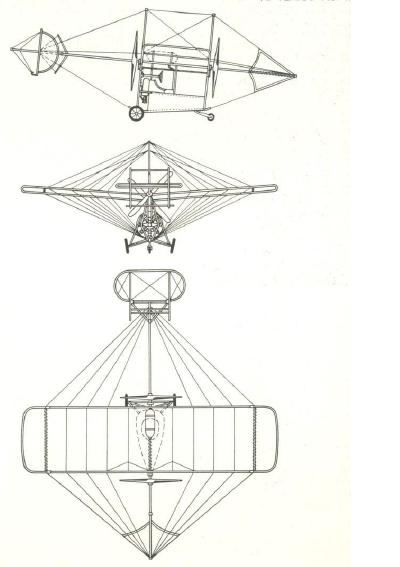
Planul cu cele trei vederi ale avionului Vlaicu II
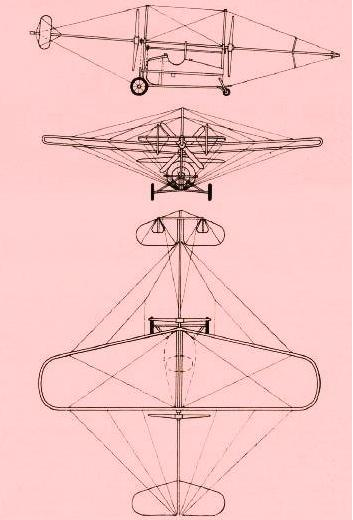
Planul cu cele trei vederi ale avionului Vlaicu III

## Veziși
- Aeroportul Internațional București Băneasa - Aurel Vlaicu
- Aurel Vlaicu, Hunedoara
- Aurel Vlaicu, Mureș
- Aurel Vlaicu  (film din 1977 regizat de Mircea Drăgan cu Gabriel Oseciuc ca Aurel Vlaicu)